# Lucia Sauca
Lucia Sauca (romanès: Lucia Toader)  (Coroiești, 30 de setembre de 1960 - desembre 2013), de casada Lucia Toader, fou una remadora romanesa que va competir durant la dècada de 1980.
El 1984 va prendre part en els Jocs Olímpics de Los Angeles, on guanyà la medalla de plata en la prova del vuit amb timoner del programa de rem. En el seu palmarès també destaquen tres medalles al Campionat del món de rem: d'or en el quatre amb timoner de 1986 i en el vuit amb timoner de 1987, i de bronze en el en el vuit amb timoner de 1985.